# Pero curvistrigaria
Pero curvistrigaria är en fjärilsart som beskrevs av Herrich-Schäffer 1870. Pero curvistrigaria ingår i släktet Pero och familjen mätare. Inga underarter finns listade i Catalogue of Life.